# Yakov Yan Toumarkin
Yakov Yan Toumarkin (Hebreeuws: יעקב יאן טומרקין, Russisch: Ян Яков Тумаркин) (Tsjeljabinsk, 15 februari 1992) is een Israëlisch zwemmer. Hij vertegenwoordigde zijn vaderland op de Olympische Zomerspelen 2012 in Londen.

## Carrière
Bij zijn internationale debuut, op de Europese kampioenschappen kortebaanzwemmen 2009 in Istanboel, strandde Toumarkin in de series van de 50 en 200 meter rugslag en de 100 meter wisselslag. In 2010 behaalde Toumarkin een gouden medaille tijdens de 100 meter rugslag op de Europese kampioenschappen zwemmen jeugd in Helsinki. Op de 200 meter rugslag behaalde hij de bronzen medaille. Later dat jaar nam hij deel aan de Olympische Jeugdzomerspelen in Singapore. Toumarkin zwom naar zilver op de 100 meter en de 200 meter rugslag.
Tijdens de Europese kampioenschappen zwemmen 2012 in Debrecen behaalde Toumarkin brons op zowel de 100 meter als de 200 meter rugslag. Op de Olympische Zomerspelen van 2012 in Londen eindigde Toumarkin als 7e op de 200 meter rugslag en 24e op de 100 meter rugslag. Tijdens de Europese kampioenschappen kortebaanzwemmen 2015 in Netanja zwom Toumarkin naar de zilveren medaille op de 200 meter rugslag, achter Radosław Kawęcki. Ook in de finale van de 100 meter wisselslag behaalde hij zilver, dit keer achter Sergej Fesikov.
Op de Europese kampioenschappen zwemmen 2016 in Londen behaalde Toumakin de zilveren medaille op de 200 meter rugslag.

## Internationale toernooien
| Jaar | Olympische Spelen                | WK langebaan                                                                | WK kortebaan                                                                | EK langebaan                                                         | EK kortebaan                                                                                                 |
| ---- | -------------------------------- | --------------------------------------------------------------------------- | --------------------------------------------------------------------------- | -------------------------------------------------------------------- | --- |
| 2009 |                                  | geen deelname                                                               |                                                                             |                                                                      | 46e 50m rugslag 19 200m rugslag 35e 100m wisselslag                                                          |
| 2010 |                                  |                                                                             | geen deelname                                                               | geen deelname                                                        | 33e 100m vrije slag 6e 200m rugslag 15e 50m vlinderslag 11e 100m wisselslag                                  |
| 2011 |                                  | 16e 200m rugslag                                                            |                                                                             |                                                                      | 52e 100m vrije slag 31e 50m rugslag 22e 100m rugslag 5e 200m rugslag 9e 100m wisselslag 10e 4x50m vrije slag |
| 2012 | 24e 100m rugslag 7e 200m rugslag |                                                                             | geen deelname                                                               | 100m rugslag · 200m rugslag · 7e 4x100m wisselslag                   | geen deelname                                                                                                |
| 2013 |                                  | 19e 100m rugslag 18e 200m rugslag 20e 200m wisselslag 16e 4x100m wisselslag |                                                                             |                                                                      | 19e 50m rugslag 22e 100m rugslag 4e 200m rugslag 55e 50m vlinderslag 22e 100m wisselslag 9e 4x50m vrije slag |
| 2014 |                                  |                                                                             | 10e 200m rugslag 24e 100m schoolslag 15e 100m wisselslag 8e 200m wisselslag | 20e 50m rugslag 19e 100m rugslag 9e 200m rugslag 11e 200m wisselslag | |
| 2015 |                                  | 12e 100m rugslag 17e 200m rugslag 11e 200m wisselslag 17e 4x100m vrije slag |                                                                             |                                                                      | 200m rugslag · 100m wisselslag · 6e 200m wisselslag                                                          |
| 2016 | 5-21 augustus 2016               |                                                                             | 7-11 december 2016                                                          | 6e 100m rugslag · 200m rugslag                                       | |

## Persoonlijke records
Bijgewerkt tot en met 8 juni 2016
Kortebaan
| Afstand         | Tijd    | Datum            | Plaats  |
| --------------- | ------- | ---------------- | ------- |
| 50m rugslag     | 23,82   | 17 december 2015 | Netanja |
| 100m rugslag    | 51,53   | 15 februari 2014 | Wingate |
| 200m rugslag    | 1.49,84 | 2 december 2015  | Netanja |
| 100m wisselslag | 52,62   | 6 december 2015  | Netanja |

Langebaan
| Afstand      | Tijd    | Datum            | Plaats  |
| ------------ | ------- | ---------------- | ------- |
| 50m rugslag  | 25,61   | 13 augustus 2015 | Netanja |
| 100m rugslag | 53,77   | 3 augustus 2015  | Kazan   |
| 200m rugslag | 1.55,96 | 12 augustus 2015 | Netanja |